# 聖母安眠主教座堂
聖母安眠主教座堂（阿拉伯语：‎ ) 是默基特希臘禮天主教安提約基雅宗主教區的主教座堂，默基特希臘禮天主教會的总部，位于叙利亚首都大马士革。 教区包括15万名受洗信徒，约20个教堂，50名神父。使用阿拉伯语和拜占庭礼，自18世纪与罗马教廷共融。
现任宗主教若瑟·阿布斯自2006年任宗主教總鐸，原为聖保祿傳教會總會長。2017年6月21日，他当选为宗主教。
该堂供奉聖母安眠，这是東方基督教的教义，相当于拉丁禮教會的圣母升天。

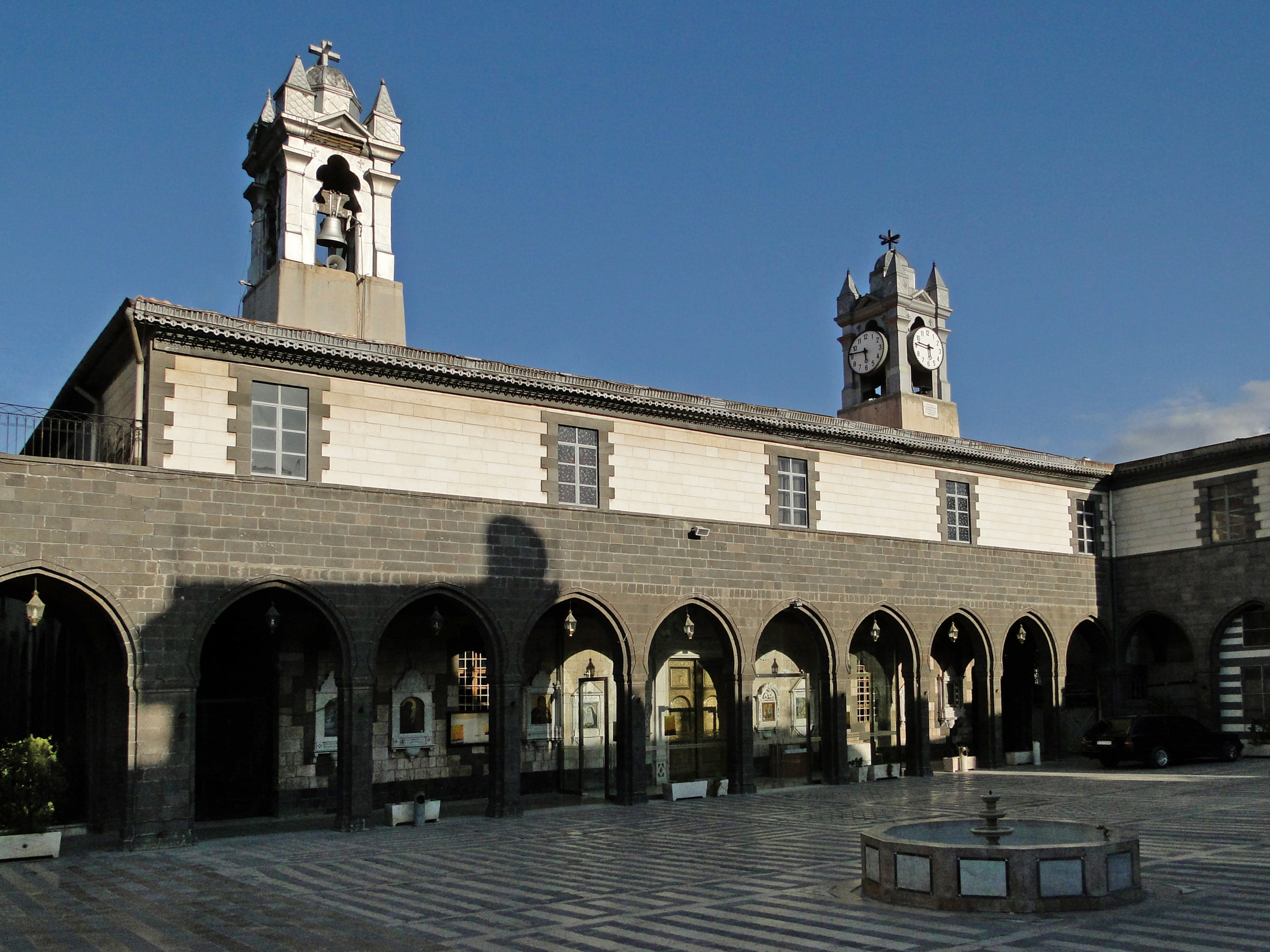